# Fort (construction)
Pour les articles homonymes, voir Fort.

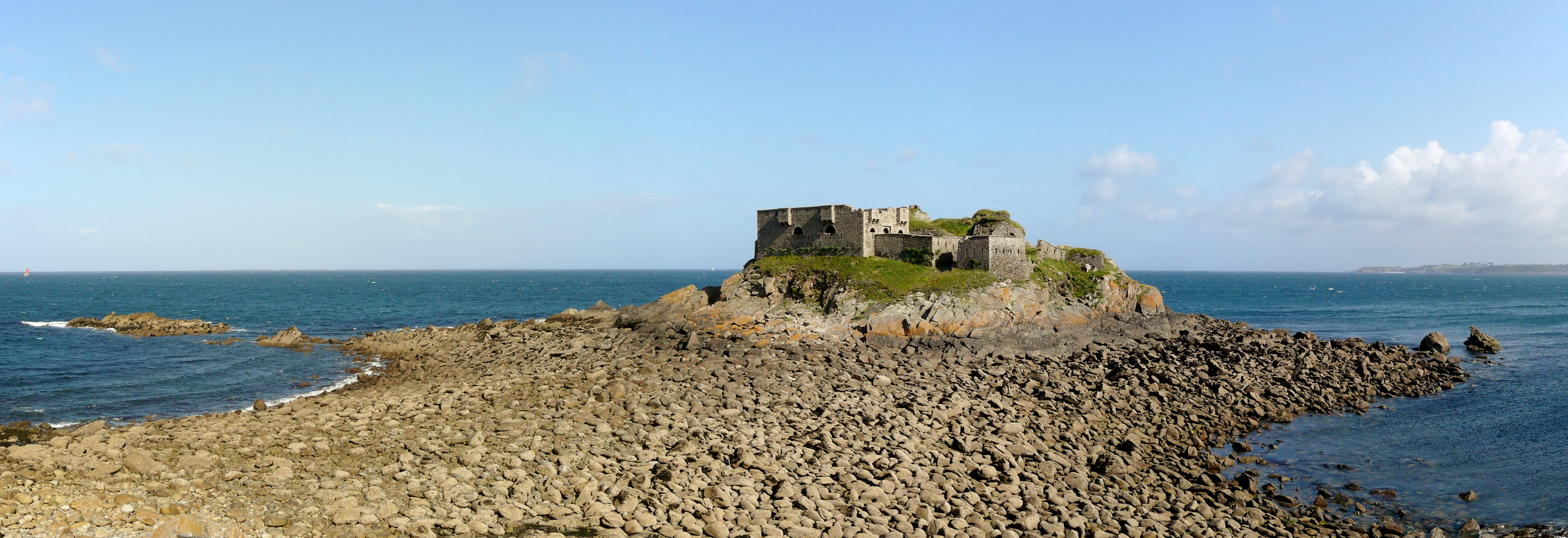
Le fort de l'Îlette de Kermorvan, dans l'ouest de la France.

Un fort (du latin : fortis) est une fortification permanente indépendante. 
L'art de dresser un camp militaire ou de construire une fortification est traditionnellement appelé « castramétation » depuis l'époque des légions romaines. La fortification est généralement divisée en deux branches : la fortification permanente et la fortification de campagne. Il existe également une branche intermédiaire connue sous le nom de fortification semi-permanente. Les châteaux sont des fortifications considérées comme distinctes du fort ou de la forteresse générique, car ils servent de résidence à un monarque ou à un noble et commandent un territoire défensif spécifique.